# Altātū
Altātū (persiska: التاتو) är en ort i Iran.   Den ligger i provinsen Khorasan, i den nordöstra delen av landet, 700 km öster om huvudstaden Teheran. Altātū ligger 1 819 meter över havet och antalet invånare är 419.
Terrängen runt Altātū är platt åt nordväst, men åt sydost är den kuperad. Runt Altātū är det ganska glesbefolkat, med 25 invånare per kvadratkilometer. Närmaste större samhälle är Anbār Sarā, 17,9 km söder om Altātū. Trakten runt Altātū består i huvudsak av gräsmarker.